# Jesús Medina Ezaine
Jesús Medina Ezaine (Caracas, Venezuela, 23 de octubre de 1981) es un fotoperiodista, reportero gráfico y de investigación venezolano. Entre agosto de 2018 y enero de 2020 fue detenido en la cárcel militar de Ramo Verde.

## Detenciones

### 2017
Medina fue detenido en varias oportunidades por el Estado venezolano. La primera vez fue en octubre de 2017 junto a los periodistas Roberto di Matteo, de Italia, y Filippo Rossi, de Suiza, mientras reportaban sobre en el Centro Penitenciario de Aragua, también conocido como Tocorón. Después de ser arrestado, se reportó que se encontraba desaparecido. Jesús fue encontrado en noviembre en una autopista de Caracas, declarando cómo había sido torturado y amenazado de muerte por sus captores.

### 2018-2020
Medina fue detenido nuevamente el 29 de agosto de 2018 en la estación Plaza Venezuela del Metro de Caracas, luego de que realizara un reportaje sobre la crisis hospitalaria del país al entrar al hospital Universitario de la ciudad de Caracas, junto a dos periodistas peruanos. Dos días después se decretó su privativa de libertad y fijó la cárcel militar de Ramo Verde como centro de reclusión. Para mayo de 2019 su audiencia preliminar, la cual debe tener lugar como máximo 45 días después de una detención, fue diferida por octava vez. Jesús fue acusado de 5 delitos, de los cuales se desestimaron legitimación de capitales, asociación para delinquir y lucro indebido de la administración pública después de tener su audiencia preliminar, quedando solo con  instigación y agavillamiento al que se realiza el pasé a juicio de un reportero contra el estado venezolano.
Las ONGs Human Rights Watch y el Comité para la Protección de los Periodistas (CPJ) han solicitado su "liberación inmediata". La coordinadora del CPJ, Nathalie Southwick, declaró que "las autoridades venezolanas deben retirar los cargos absurdos contra Jesús Medina y parar de buscar pretextos para prolongar su detención". En enero de 2020 fue liberado.